# Belina (Sängerin)
Belina (bürgerlich Lea-Nina Rodzynek, geboren am 6. Februar 1925 in Sterdyń, Polen, gestorben am 12. Dezember 2006 in Hamburg) war eine polnisch-deutsch-französische Sängerin, die Chansons, Schlager und Folklore in rund 20 Sprachen und Dialekten sang.

## Leben und künstlerisches Wirken
Die Sängerin Belina wurde unter dem Namen Lea-Nina Rodzynek in einem Dorf bei Treblinka in Polen geboren. Früh zeigte sich ihr musikalisches Talent, das von den Eltern gefördert wurde. Volkslieder und religiöse Lieder, die in der Familie gesungen wurden, waren erste Impulse ihrer späteren künstlerischen Tätigkeit.
Nach dem Einmarsch deutscher Truppen in Polen (1939) wurde ein Großteil der Familie wegen ihrer jüdischen Herkunft verschleppt und überwiegend in Treblinka umgebracht, darunter ihre Eltern und die drei Brüder. Die Mutter wurde 1941 beim Versuch, sich der Deportation zu entziehen, erschossen. Unter falschem Namen gelang der 15-Jährigen die Flucht, sie versteckte sich in Wäldern und Höhlen, wurde jedoch aufgegriffen und als Zwangsarbeiterin in eine Hamburger Rüstungsfabrik verbracht. Von polnischen Landsleuten denunziert, kam Lea-Nina Rodzynek ins Gefängnis in Hamburg-Fuhlsbüttel. Dort schnitt sie sich, wie sie später berichtete, aus Todesangst einen Teil eines Daumens ab, wurde ins Lazarett verlegt und entging einstweilen so der Deportation der Juden aus Deutschland. Vom Lazarett floh sie mit Hilfe eines Pastors nach Lübeck, wo sie sich bis zum Kriegsende versteckte. 1949 heiratete sie in Bergen-Belsen einen Überlebenden des KZ Auschwitz. Sie bekamen einen Sohn, Michel, doch die Ehe hielt nicht.

### Künstlerische Karriere
Im Jahr 1953 zog Lea-Nina Rodzynek zu einer Tante nach Paris, wo sie die französische Staatsbürgerschaft annahm. Sie absolvierte eine Ausbildung zur Kosmetikerin und arbeitete einige Monate im Schönheitssalon von Elizabeth Arden in Zürich. In der Schweiz nahm sie Gesangsunterricht und lernte den Pianisten Tibor Kasics kennen. Es kam zu ersten Tonaufnahmen für den Rundfunk unter dem Künstlernamen „Nina Pola“. Sie kehrte nach Paris zurück und hatte erste Engagements in einem jüdischen Theater und im russischen Kabarett. In Paris erhielt sie unter dem Künstlernamen „Belina“ ihren ersten Schallplattenvertrag und veröffentlichte zwei EPs mit Ghettoliedern und jiddischer Folklore.
1960 begegnete sie während einer Eisenbahnfahrt zufällig einem Musikproduzenten. Sie zog nach Köln, wo die Schallplattenfirma Odeon/Columbia sie als Schlagersängerin aufzubauen versuchte. Unterdessen machte sie auch als Schauspielerin von sich reden und übernahm 1960 die Rolle der Polly in Bertolt Brechts Dreigroschenoper. Wenig später trat sie in dem Kriminalfilm Das Geheimnis der schwarzen Witwe an der Seite von O. W. Fischer, Karin Dor und Klaus Kinski auf.
1962 verhalf ihr der Regisseur Truck Branss zum Durchbruch. Der spätere ZDF-Hitparaden-Produzent widmete ihr seine erste TV-Show im deutschen Fernsehen, Belina – Porträt einer Sängerin. Bei den Dreharbeiten lernte Belina den bereits international bekannten Gitarristen Siegfried Behrend (1933–1990) kennen. Behrend und Belina waren fortan Gäste in populären TV-Sendungen. In Berlin veranstalteten sie 1963 eine Folklore-Session, die auf der LP 24 Songs and one Guitar live festgehalten wurde und sich 40 Wochen lang in den Charts hielt. 1964/65 unternahm das Duo im Auftrag des Goethe-Instituts und des Auswärtigen Amtes als musikalische Botschafter der jungen Bundesrepublik eine Welttournee, die sie auch an Orte führte, an denen es (wie in Lambarene bei Albert Schweitzer) nie zuvor öffentliche Konzerte europäischer Künstler gegeben hatte.
Als Siegfried Behrend 1970 heiratete, trennten sich ihre Wege. Belina wechselte zur Plattenfirma Polydor, sang Lieder aus dem Musical Anatevka und coverte den britischen Hit Those Were The Days. Sie zog nach Saint-Paul-de-Vence in Südfrankreich um, wo zahlreiche andere Künstler lebten, darunter der Maler Marc Chagall, der Schriftsteller James Baldwin sowie die Schauspieler Curd Jürgens, Yves Montand und Simone Signoret. Belina nahm von da an seltener Konzertangebote an, u. a. mit dem Gitarristen Roberto Legnani. 1981 nahm sie mit dem Gitarristen Ladi Geisler Meine Fantasie auf, ihre letzte und weitgehend von Kritik und Publikum unbeachtete LP. Nach einem Abschiedskonzert im Jahr 1993 zog sich Belina aus dem Showgeschäft zurück. Bis zu ihrem Tod lebte sie mit ihrem Sohn, dem Journalisten Michel Rodzynek, und ihren Enkeln in Hamburg. 2006 fand sie auf dem jüdischen Friedhof Hamburgs ihre letzte Ruhestatt.

### Rezeption
Der Autor des Dokumentarfilms Belina – Music For Peace, Marc Boettcher, resümiert das Wirken Belinas so: „Mich faszinierte an der Geschichte Belinas, dass sie als polnische Jüdin Deutschland repräsentierte nach dem Weltkrieg, in 17 Sprachen sang und in 120 Ländern war, um das Land der Täter, also Deutschland, zu repräsentieren. Sie hat zum Verzeihen aufgerufen und war die Stimme der Versöhnung. Für Belina war es wichtig zu zeigen, dass Musik eine universelle Sprache ist, die verbindet, fernab von Herkunft, Religion und Hautfarbe.“ (8. Februar 2020, RBB, Kowalski & Schmidt) Im Jahr 2021 erfolgte eine Nominierung zum Preis der deutschen Schallplattenkritik für den Soundtrack des Dokumentarfilms, der von der FBW (Deutsche Film- und Medienbewertung) mit dem „Prädikat Wertvoll“ ausgezeichnet wurde. Der Film wurde am 6. Oktober 2021 beim 30. Jüdischen Filmfestival in Wien uraufgeführt und in Deutschland erstmals beim 38. Kasseler Dokumentarfilm- und Videofest im November desselben Jahres gezeigt.

## Diskografie (Auswahl)

### Belina als Solokünstlerin

#### CDs
- Belina – Music For Peace (Kompilation), (2021, uniSono-Records – UNIREC0115)

#### LPs
- Jeder träumt seine eigenen Träume (1963, LP zum Porträt in Musik von Truck Branss – Columbia/EMI C 83372)
- Wenn ich mir was wünschen dürfte… (1965, Electrola – Sonderedition “Hör zu” SHZE 218)
- Russisch – Belina. (1966, Columbia/EMI – SMC 80993 wie „Russische Seele“ Die Volksplatte C 048-28110)[4]
- Wenn die Jidden lachen (Electrola SME 74137)
- Warschau (Polydor – 2371015)
- Ich bin Belina (Polydor – 249276)
- Meine Fantasie – Belina (RCA PL 28461 – 1981)
- Belina – Music For Peace (Kompilation, Doppel-Vinyl) (2021, uniSono-Records – UNIREC0116)

#### EPs und Singles
- Chants Du Ghetto (Frankreich, 1959, EP, President, 7 XPR 509 LP. 1800)
- Belina (Frankreich, 1959, EP, 7 EPR 491, President PRC 145)
- A Yiddische Momme / Einsamkeit (Blue Melody) (1960, Odeon 21560)
- Schenk mir Liebe, Monsieur / Das Leben ist mal so (aus: Die Brücke des Schicksals) (1960, Odeon 21647)
- Ein Land ist mein (Exodus) / Nein, es tut mir nicht leid (1961, Non, je ne regrette rien, Odeon 21821)
- Weiße Rosen aus Athen / In Istanbul schlägt alles gleich auf’s Herz (1961Odeon 21945)
- Moskau um Mitternacht / Blue Balalaika (1962, Odeon 22064)
- Tamburino / Le Bonheur (1963, Odeon 22266 und 29451)
- A Yiddische Momme / Jeder träumt seine eigenen Träume (1963, Columbia 15 CH 1056)
- Wer in deine Augen sieht / Wanja (1963, Columbia C 22476 45)
- Die schwarze Witwe (aus dem Film: Das Geheimnis der schwarzen Witwe) / Welchen Weg muss ich geh’n? (1963, Columbia 22601)
- Weiße Orchideen / L’amour am Abend (1963, Columbia 22670)
- Sirtaki Time / Wenn die Bouzoukis klingen (mit Siegfried Behrend, 1965 – Columbia 23066)
- Es gibt keine weiße Liebe / Die Sehnsucht steht am Weg (1966, Columbia 23268)
- Yiddische Tochter / Tumbalalaika (1966, Columbia 23270)
- Überall blühen Rosen / Wenn ich an zu Hause denke (Dom-Didi-Dom) (1967, Polydor 52839)
- Wenn ich einmal reich wär’ / Anatevka (1968, Polydor 53011)
- An jenem Tag / Memories (1968, Polydor 53079)
- La Foule / Le Temps des fleurs (1968, Canada, Polydor 541.511)
- Those Were The Days / Memories (1968, Japan, Polydor 59238 / DP-1606)
- Qué tiempo tan feliz / Que seas feliz (1968, Spanien, Polydor 60037)

### Belina und Siegfried Behrend

#### LPs
- 24 Songs and one guitar: Folklore-Session in Berlin 1963 (Columbia/EMI – C 83510)
- Es brennt: Jiddish Songs 1965 (Columbia/EMI – C 83715)
- Music around the world 1966 (Columbia/EMI – SMC 84014)
- Blätter im Wind 1967 (Columbia/EMI – SMC 74179)
- Eine Stimme und eine Gitarre 1967 (VEB Deutsche Schallplatten Berlin – Amiga – 855113)
- Schlafe mein Prinzchen, schlaf ein o. J. (Polydor 2371151)
- Brennpunkte o. J. (Polydor – 249214)
- Bazaar: Lieder aus aller Welt o. J. (Polydor 249283, Arbeitstitel „Zwischenlandung“)

#### Kompilationen
- Lieder und Tänze aus aller Welt (Opera – Europ. Phonoklub – 74783 – aus dem Repertoire der Electrola)
- Rund um die Welt (Dt. Buchgemeinschaft – Stereo 6080 – aus dem Repertoire der Electrola)
- Lieder der Welt (Dt. Schallplattenclub – H 013 – aus dem Repertoire der Electrola)
- Belina – Behrend (SR International – 72752 – aus dem Repertoire der Electrola)
- Belina und Siegfried Behrend (Die Volksplatte – SMVP 6085)[5]

## Filmografie (Auswahl)
- Das Geheimnis der schwarzen Witwe (1963)